# Richeza magyar királyné
Richeza (lengyelül: Rycheza, vagy más névváltozata alapján Rixa; 1013 körül – 1060 után), Magyarország királynéja 1060 decemberétől férje, I. Béla magyar király 1063. szeptember 22-én bekövetkezett haláláig. II. Mieszko fejedelem idősebb leányaként Piast-házi lengyel hercegnőként született. Gyermekei között van két későbbi magyar uralkodó: I. Géza és Szent László királyok is.

## Életrajza

### Elméletek és származása
A hercegnő II. Mieszko Lambert fejedelem leánya volt, eredeti neve korabeli forrásból azonban nem maradt fenn. Egy elmélet szerint, ami Jerzy Dowiat és Tadeusz Wasilewski lengyel történészek hipotézisén alapul, neve, a Richeza vagy más írásmódja szerint  Rixa, csak amiatt terjedt el a későbbi szakiradalomban, mert édesanyját, Lotaringiai Richeza fejedelemasszonyt is így hívták.
A két történész szerint azonban a hercegnő valódi neve Adelhaid lehetett. Hipotézisüket arra alapozzák, hogy a Lengyel–magyar vegyes krónika a korábbi I. Mieszko lengyel fejedelemnek tulajdonít egy ilyen nevű leányt, akiből magyar királyné lett – a történészek állítása szerint a krónika szerzője összetévesztette I. Mieszkót II. Mieszkóval. Ebben az esetben a leány nevét édesanyja húgáról kaphatta, aki nivelles-i apátnő lett.
A hercegnő édesapja révén a lengyel Piast-dinasztiából származott. Édesanyja a lotaringiai Ezzonenek tagja volt, egyúttal anyai nagyanyja, Németországi Matilda II. Ottó német-római császár leánya, így Richeza az Ottó-dinaszta leszármazottja is volt. Szüleinek feltehetően három gyermeke született, közülük Richeza lehetett a második. Fivére a későbbi lengyel fejedelem, Megújító Kázmér volt, míg húga, Gertrúd a későbbi I. Izjaszláv kijevi nagyfejedelem felesége lett.

### Házassága körülményei

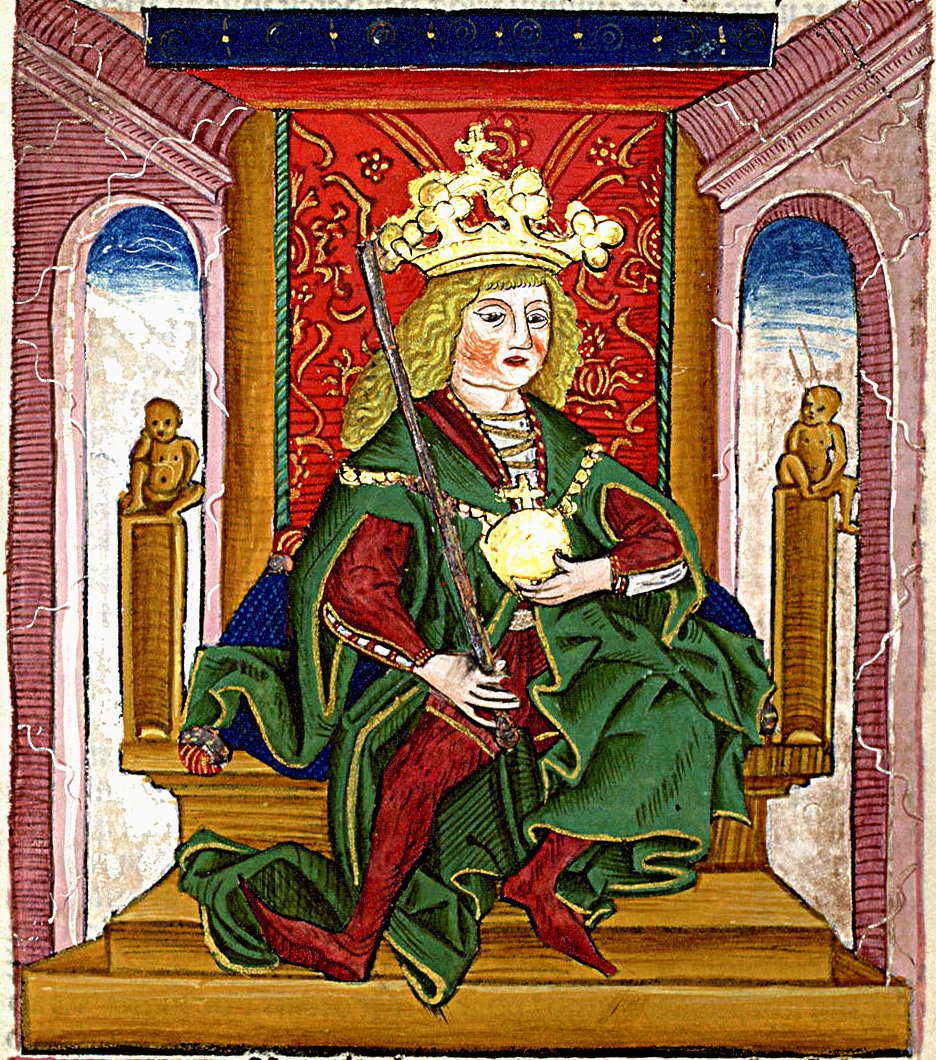
Richeza férje, a későbbi I. Béla magyar király ábrázolása a Chronica Hungarorum egyik miniatúráján

Richeza és Béla herceg házasságkötésének pontos időpontját nem ismerjük. Vazul fiai apjuk 1031 utáni megvakítását követően előbb Csehországba majd onnan Lengyelországba mentek. András és Levente hercegek innen tovább álltak a Kijevi Rusz területére, míg Béla lengyel földön maradt. Lengyelországba érkezésük így valamikor 1031 és 1034 közé tehető.
Mivel Béla segített Mieszko Lambertnek visszaszerezni országát testvérétől, Bezprymtől, egyúttal a Képes krónika beszámolója szerint vitézül állt helyt a pomerániaiakkal szemben, így elnyerte a fejedelem leányának, Richezának a kezét valamikor 1033 körül. Egyes történészek azonban 1045 körülre, a fejedelem halála utánra teszik nászukat, mivel Richeza ekkortól kezdett gyermekeket szülni.
Richeza apja, II. Mieszko fejedelem 1034 májusában hunyt el. Trónján a hercegnő fivére, I. Kázmér követte. Béla herceg itt tért át a keresztény hitre, a keresztségben pedig az Adalbert nevet vette fel. Béla fivére, András herceg nem sokkal ezt követően, 1038 körül tért meg és vette feleségül I. Jaroszláv kijevi nagyfejedelem leányát, Anasztáziát. Miután András sikeresen megdöntötte Orseolo Péter uralmát, trónra lépett mint magyar király. A Szent Római Birodalommal való hadakozás miatt azonban András segítségül hívta Bélát, így a herceg családjával együtt a Magyar Királyságban telepedett le. Itt Béla megkapta az ország egyharmadát kitevő dukátust.
Mivel Béla azzal számolt, hogy ő lesz fivére örököse a magyar trónon, így a kettőjük közti viszonyt jelentősen megrontotta a király fiának, Salamonnak 1052 körüli születése majd 1057-ben való ifjabb királlyá koronázása. 1059-re a konfliktus annyira elfajult, hogy Béla családjával együtt Lengyelországba menekült, ahol 1058 óta Richeza unokaöccse, Merész Boleszláv volt hatalmon. Lengyel segítséggel 1060 decemberében legyőzte Andrást és I. Béla néven magyar király lett. Richeza ekkor gyermekeikkel együtt visszatért Magyarországra. A királynéi státuszt azonban nem sokáig birtokolhatta, ugyanis András fia, Salamon német segítséggel 1063 őszén visszatért, férje pedig ezzel egyidőben, 1063. szeptember 22-én egy baleset következtében (beszakadt alatta trónja) elhunyt. Richeza későbbi élete nem ismert, így nem tudjuk, hogy férje halála után fiaival ismét lengyel földre menekült-e, vagy esetleg már nem is élt.

### Gyermekei
Lásd még: az Árpád-ház családfája cikket
Richeza és Béla házasságából bizonyosan született három fiú:
- I. Géza (1040 körül – 1077. április 25.), a mogyoródi csatát követően Magyarország királya 1074-től 1077-es haláláig.
- Szent László (1040 körül – 1095. július 29.), fivérét követően az ország királya 1095-ös haláláig.
- Lampert (1050 körül – 1096 nyara) herceg, életéről szinte semmi nem maradt fenn.

Kapcsolatukból több leány is született. Akik személyében egyetértés van:
- Zsófia (1050 körül – 1095. június 18.), kétszer is megházasodott: előbb Ulrik weimar–isztriai őrgróffal, majd
annak halála után Magnus szász herceggel. Két férjétől összesen hét gyermeke született.
- Ilona (1050 után – 1091 körül), 1063 körül lett Dmitar Zvonimir horvát király felesége.
- Eufémia (1055 körül – 1111. április 2.), I. Ottó morva herceghez adták hozzá.
- Ismeretlen nevű leány (talán Sophia), aki Lambert ispán felesége lett.

Emellett egyes forrásokban az ő leányukként említik:
- X. Kónsztantinosz bizánci császár fiának, Andronikosz Dukasz társcsászárnak ismeretlen hitvesét;
- II. Vlagyimir novgorodi fejedelem fiának, Rosztyiszláv Vlagyimirovics Anna nevű feleségét.